# Universidad de la Cañada
La Universidad de la Cañada «UNCA» es una institución pública de educación superior e investigación científica del Gobierno del Estado de Oaxaca con apoyo y reconocimiento del Gobierno Federal, pertenece al Sistema de Universidades Estatales de Oaxaca (SUNEO), se localiza en Teotitlán de Flores Magón, Oaxaca, México. Sus funciones principales son: la enseñanza, la investigación, la difusión de la cultura y la promoción del desarrollo.
El rector es el Dr. Modesto Seara Vázquez.

## Historia
En el año de 1999 inició la construcción de la universidad, inaugurándose formalmente en 2006 en presencia del gobernador Ulises Ruiz Ortiz y del rector, Dr. Modesto Seara Vázquez, ofertando las carreras de Ingeniería en Agroindustrias, Ingeniería en Alimentos y Licenciatura en Informática. En años posteriores surgieron las carreras de Ingeniería en Farmacobiología, Licenciatura en Química Clínica y Licenciatura en Nutrición.

## Lema
El lema Praeterítum Noscere,  Posterum Molior  (escrito en Latín), Kitsela bindava xi sa chjitse (en Cuicateco) se encuentra dentro del escudo de la universidad y significa «Conociendo el pasado, construyendo el futuro»

## Oferta educativa
La UNCA oferta  seis carreras a nivel licenciatura.
Licenciaturas
- Informática
- Ingeniería en Agroindustrias
- Ingeniería en Alimentos
- Ingeniería en Farmacobiología
- Nutrición
- Química Clínica

## Infraestructura
La UNCA cuenta con cuatro laboratorios y un taller.
Laboratorios
- Biología
- Farmacobiología
- Investigación
- Química

Taller
- Alimentos

## Investigación
La UNCA cuenta con dos Institutos de Investigación.
Institutos
- Farmacobiología
- Tecnología de los Alimentos